# The Lovely Bones
The Lovely Bones is een Nieuw-Zeelands-Brits-Amerikaanse bovennatuurlijke dramafilm uit 2009 onder regie van Peter Jackson. Het verhaal hiervan is gebaseerd op dat uit het gelijknamige boek van Alice Sebold.
Stanley Tucci werd voor zijn bijrol genomineerd voor onder meer een Oscar, een Golden Globe en een BAFTA Award en hoofdrolspeler Saoirse Ronan eveneens voor een BAFTA Award. The Lovely Bones won acht andere filmprijzen daadwerkelijk, waaronder een Saturn Award voor Ronan.
In Nederland ging The Lovely Bones op 25 februari 2010 in première.

## Verhaal
De veertienjarige Susie Salmon wordt vermoord door haar buurman, kinderlokker George Harvey. Ze komt hier zelf achter wanneer ze merkt dat niemand haar meer kan zien of horen. Vanuit een tussenwereld tussen hemel en aarde ziet ze hoe haar familie omgaat met het tragische verlies. Haar vader Jack vermoedt dat Harvey iets te maken heeft met de verdwijning van zijn dochter. Die heeft zijn sporen alleen zorgvuldig uitgewist en het lichaam van Susie verborgen in een kluis in zijn kelder. Susie komt erachter dat Harvey voor haar al zes andere meisjes heeft vermoord en dat haar zusje Lindsey zijn volgende doelwit is.

## Rolverdeling
- Saoirse Ronan - Susie Salmon
  - Evelyn Lennon - Susie Salmon (3 jr.)
- Mark Wahlberg - Jack Salmon
- Rachel Weisz - Abigail Salmon
- Stanley Tucci - George Harvey
- Susan Sarandon - Grootmoeder Lynn
- Rose McIver - Lindsey Salmon
- Christian Ashdale - Buckley Salmon
- Michael Imperioli - Rechercheur Len Fenerman
- Reece Ritchie - Ray Singh
- Carolyn Dando - Ruth Connors
- Nikki SooHoo - Holly
- Amanda Michalka - Clarissa
- Andrew James Allen - Samuel Heckler
- Jake Abel - Brian Nelson
- Tom McCarthy - Rector Caden
- Stefania LaVie Owen - Flora Hernandez
- Freya Milner - Jackie Meyer
- Ashley Brimfield - Tienermeisje op parkeerplaats